# Gros-Horloge

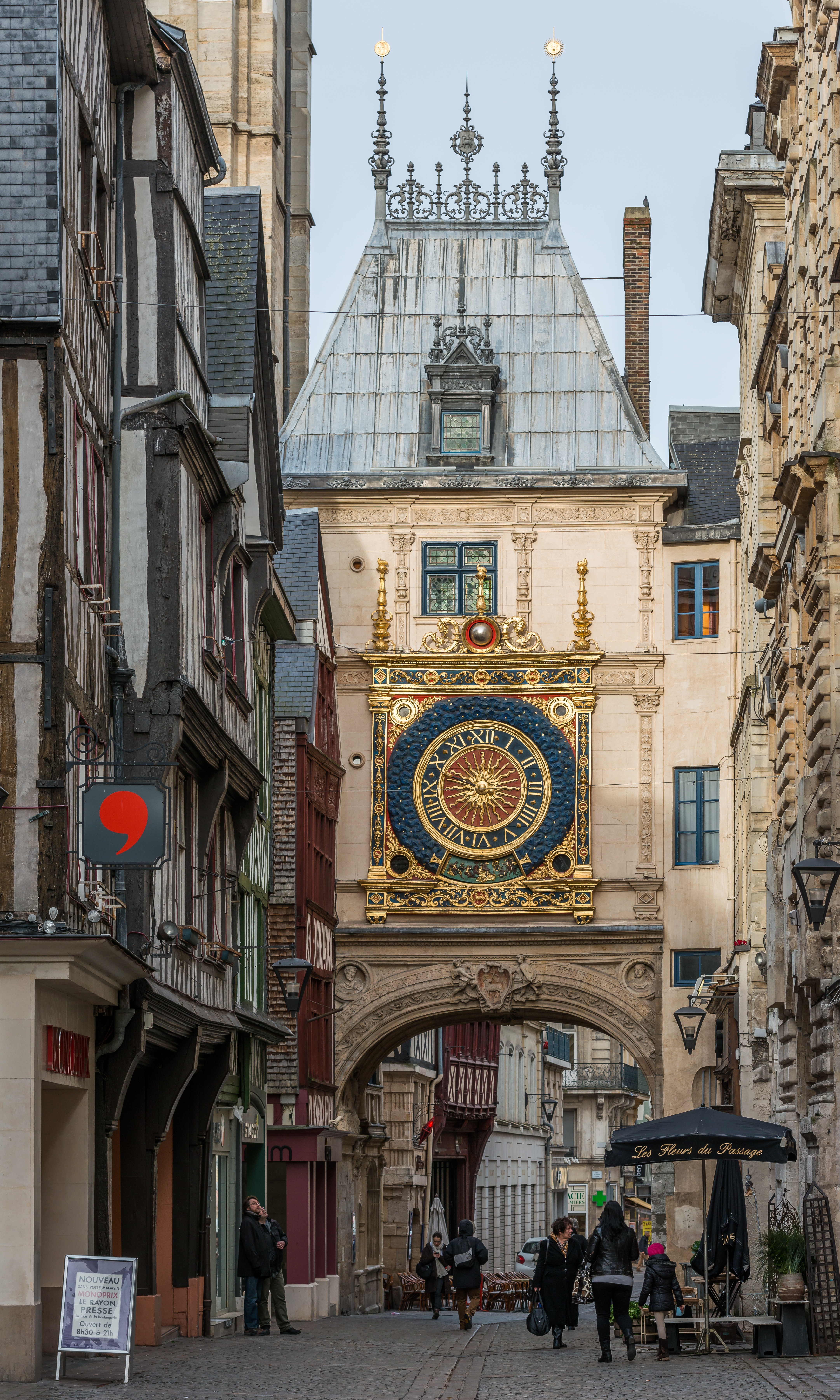
Gros-Horloge in Rouen

Het Gros-Horloge is een 14e-eeuws astronomisch uurwerk in Rouen, Normandië.

## Geschiedenis en beschrijving
De klok is geplaatst in een renaissanceboog over de Rue du Gros-Horloge in Rouen. 
Het mechanisme werd gemaakt in 1389 en is een van de oudste van Frankrijk. De bouw van de klok is begonnen door Jourdain del Leche die echter onvoldoende kennis had om het project af te maken, waardoor het werk voltooid is door Jean de Felain die tevens de eerste gouverneur van de klok was. De klok werd oorspronkelijk gemaakt zonder wijzerplaat, maar wel met een uurwijzer die de 24 uren aangaf.
Het mechaniek is geplaatst in smeedijzer. Het heeft ongeveer tweemaal de omvang van de klok van de kathedraal van Wells en is mogelijk het grootste mechanisme dat nog steeds bestaat. Een gevel werd toegevoegd in 1529 toen de klok naar de huidige positie werd verplaatst. De renaissancegevel beeldt een gouden zon uit met 24 stralen op een blauwe achtergrond met sterren. De wijzerplaat heeft een diameter van 2,5 meter.
De maanstand wordt weergegeven in de oculus aan de bovenkant van de wijzerplaat. Het heeft een volledige rondgang van 29 dagen. De weekdagen worden weergegeven in een opening aan de onderkant van de wijzerplaat met symbolische afbeeldingen voor elke dag van de week.
Het mechanisme werd elektrisch in 1920-1930 en is gerestaureerd in 1997.
Het Gros-Horloge was het onderwerp van schilderingen van William Turner en de Franse impressionist Léon-Jules Lemaître.